# Joanis Warwitsiotis
Joanis Warwitsiotis, gr. Ιωάννης Βαρβιτσιώτης (ur. 2 sierpnia 1933 w Atenach) – grecki polityk, prawnik, wieloletni parlamentarzysta, były minister, od 2004 do 2009 poseł do Parlamentu Europejskiego.

## Życiorys
Z zawodu prawnik. Ukończył studia prawnicze na Uniwersytecie Narodowym im. Kapodistriasa w Atenach. Kształcił się następnie w Niemczech, gdzie specjalizował się w zakresie prawa międzynarodowego.
Przez wiele lat współpracował z Konstandinosem Karamanlisem, liderem greckiej centroprawicy. W 1961 po raz pierwszy został deputowanym do Parlamentu Grecji z ramienia radykałów z ERE. Wielokrotnie wybierany na kolejne kadencje, po przemianach politycznych dziesięciokrotnie (między 1974 a 2000) uzyskiwał mandat poselski z ramienia Nowej Demokracji, wchodząc w skład parlamentu do 2004.
Pełnił także szereg funkcji rządowych jako wiceminister spraw wewnętrznych i spraw zagranicznych (1974–1975), minister handlu (1975–1977), minister edukacji i religii (1977–1980), minister sprawiedliwości (1992), dwukrotnie minister obrony (1989, 1990–1993).
W 2004 został wybrany do Parlamentu Europejskiego VI kadencji. Należał do grupy chadeckiej, był członkiem Komisji Wolności Obywatelskich, Sprawiedliwości i Spraw Wewnętrznych. W Europarlamencie zasiadał do 2009, nie ubiegał się o reelekcję.